# Laag Helbergen
Laag Helbergen (ook wel Hof ten Kortenoever genoemd) is een voormalig kasteel en havezate in de Nederlandse buurtschap Cortenoever, provincie Gelderland. Het huis is aangewezen als rijksmonument.
De naam Helbergen is een combinatie van de woorden helle ('laag gelegen land') en berg, terwijl Kortenoever verwijst naar de buurtschap. 

## Geschiedenis
Hoewel de familie Van Helbergen al bekend is uit de 11e eeuw en er mogelijk dus al sprake was van een kasteel, dateert de eerste vermelding van het slot pas uit 1326. In dat jaar werd Hendrick van Helbergen genoemd als de eigenaar van het kasteel. Hij hield het overigens weer in achterleen van Johan van Eerde, die op zijn beurt leenman was van de Gelderse hertog. Het goed Helbergen bestond oorspronkelijk uit Laag Helbergen, Hoog Helbergen en een deel van de oostelijke IJsseloever.
In 1356 werd de stad Zutphen beleend met het kasteel en de bijbehorende gronden. Van Eerde en Van Helbergen hadden namelijk afstand van hun bezit gedaan omdat de stad een deel van hun gronden nodig had voor een verlegging van de IJssel. De stad bleef tot eind 18e eeuw leenman van Gelre, maar gaf het kasteel met de resterende gronden zelf ook weer in leen uit aan een burgemeester of raadsman uit de stad.
Laag Helbergen werd in 1576 aan de familie Bushof of Boshoff als leen uitgegeven. Herman Boshoff, schepen in Zutphen, bouwde op de fundamenten van het middeleeuwse huis een nieuw kasteel in renaissancestijl.
In 1639 moest Laag Helbergen vanwege financiële problemen verkocht worden: Judith van der Capellen kocht het goed aan en gaf het als huwelijksgift aan haar zoon Hendrick van Essen tot Helbergen en Vanenburg. De havezate werd in de 18e eeuw uitgebreid en rond 1791 verbouwd tot een boerderij.
Via diverse verervingen kwam Laag Helbergen terecht bij Allard Philip Reinier Carel van der Borch. Nadat hij in 1836 was overleden, kregen eerst zijn zusters het goed in handen, maar uiteindelijk kreeg Allards kleindochter het kasteel in eigendom.
In de 19e eeuw werd het huis opnieuw uitgebreid, ditmaal met een keuken. Ook kreeg het een nieuw dak.
In 1938 kocht Henriette Engbertine Colenbrander, eigenares van Reuversweerd en getrouwd met Maurits Pico Diederik van Sytzama, de goederen aan. Tijdens de Tweede Wereldoorlog had het Duitse leger stellingen aangelegd rondom Laag Helbergen.
Overigens werd het huis niet altijd door de eigenaren zelf bewoond. Vanaf de 18e eeuw tot in de jaren 60 van de 20e eeuw woonde de familie Van Helbergen als pachters in het huis. Deze familie had overigens geen band met het middeleeuwse geslacht Van Helbergen.

## Beschrijving
Het huidige omgrachte gebouw is rechthoekig van vorm met een oriëntatie noord-zuid. De kelders die onder het noordelijke deel van het gebouw liggen, hebben een middeleeuwse oorsprong en wijzen er op dat het oorspronkelijke huis oost-west was georiënteerd. Het hoofdgebouw zelf is 16e-eeuws, maar werd in de 18e eeuw uitgebreid zodat het huidige rechthoekige bouwwerk ontstond. Het omlopende schilddak is in de 19e eeuw aangebracht, net als de keuken.
Aan de oostzijde werd in de 19e eeuw een schuur met wolfsdak gebouwd.
In 1971 is Laag Helbergen opgenomen in het rijksmonumentenregister.
Aalst · Aardenburg · Acquoy · Aerdt · Agistaldaburg · Ahof · Aldenhaag · Aller · Ambe · Ammersoyen · Ampsen · Andelst · Angeroyen · Appelburg · Appelse walburg · Appeltern · Arler · Baak · Babberich · Baer · Baerle · Bakerbosch · Balgoij · Barlham · Batenburg · Beek · Beerenclaauw · Bemmel · Bevervoorde · Bergh · Biljoen · Bingerden · Blankenborg (Laren) · Blankenborg · Blauwe Huis · Blokhuis (Ravenswaaij) · Boelenham · Boetselaersborg · Borculo · Boswaai · Brakel · Den Brakel · Den Bramel · Bredevoort · Broekhuizen · Bronkhorst · Bruchem · Bruinhorst · Brunsberg · Bulkestein · Bunswaard · Burcht van Tiel · Buren · De Buurse · Byland · Byvanck · Caetshage · Camphuysen · De Cannenburch · de Cloese · Coldenhove · Culemborg · Dedinckweerd · Delwijnen · Didam · Diepenbroek · Hof te Dieren · Huis Dijck · Dikke Tinne · Doddendaal · Dodewaard · Doornenburg · Doornik · Doorwerth · Dooyenburg · Dorth · Doseburg · Drakenburg · Dreumel · Druten · Duivelshuis · Eerbeek · De Ehze · Elburg · Eldrik · Emmerik · Engelenburg · Groot Engelenburg · Engelrode · Enghuizen · Enspijk · De Essenburgh · Essenpas · Est · Fokkinck · Gameren · Geerestein · Geldermalsen · De Gelderse Toren · Geldersweerd · Gellicum · Gendt · Gennepestein · Glindhorst · Goudenstein · ‘s-Grevenhoef · Groot Hell · Groenlo · Groesbeek · Huis te Groesbeek · Grunsfoort · Gulden Spijker · Hackfort · Hackforts Veenhuis · Hagen · Hagevoort · Hamerden · Hanepol · Harreveld · Harslo · Hassink · Het Haveke · Hedel · Heeckeren · De Heegh · Hees · De Heest · Hellouw · Hemmen · Hernen · Motte van Hernen · Heumen · Heusden · Hoekelum · Hoekenburg · De Hoeve · De Hof · Hof d'Ooy · Hof van Arkel · Huis het Holt · Holthuis · Het Holtslag · Ter Horst · Houberg · St. Hubertus · Huissen · Hulhuizen · Hulkestein · Hulsen · Hunneschans bij De Duno · Hunneschans bij Uddel · Jonker Bloo · 't Joppe · De Kamp · Karssenberg · Kemnade · Keppel · Kermestein · Kernhem · Kervel · Kiefskamp · De Kinkelenburg · Klein Enghuizen · Kleverburg · Kortenhoeve · Laag Helbergen · Lakenburg · Landfort · Langen · Latenstein · De Lathmer · Lathum · Ter Lede · Leegpoel · Leemcuyl · Leeuwen · Leeuwenbergh · Lensenburg · Lent · Leur · Leuvenum · Leyenburg · Lichtenvoorde · Lievenstein · Loenen · Loevestein · Loil · Loowaard · Luynhorst · Hof te Maasbommel · Magerhorst · Malburgen · Malderburcht · Malsen · Manhorst · Marhulsen · De Marsch · Marveld · Mathena · Maurik · Medel · Medestein · 't Medler · Meinerswijk · De Mellard · Mensink · Mergelp · Meteren · 't Meyerink · Middachten · Millingen · Mussenberg · Nagelhorst · Nederhagen · Nederhemert · Neerijnen · Huis Neerijnen · De Nesch · Nettelhorst · Nieuwe Blokhuis ·  Nijburg · Nijenbeek · Old Putten · Notenstein · Nye Huis · Olde Spijker · Oldenaller · Oldenhof (Driel) · Oldenhof (Heteren) · De Ooij · Oolde · Oud Oolde · Oosterhout · Ophemert · Opijnen · Oud Ampsen · Oude Blokhuis · Het Oude Loo · Oude Voorst · Oudenborch · Oud-Wisch · Huis te Overasselt · Overeng · Overhagen · Overlaar · 't Oye · Palmestein · De Parck · Persingen · Plekenpol · Ploen · Pluimenburg · Poederoijen · Poelwijck · Poelwijk · De Pol (Dreumel) · Huis de Poll (Huis te Gietelo) · De Poll (Huissen) · Pollenbering · Pollenstein · Puttenstein · Het Raasink · Ravenhorst · De Rees · Ressen · Reuversweerd · Reygersfoort · Rhijnestein · Huis Rijswijk · Rode Toren · Roode Wald · Rosande · Rosendael · Rossum · Rumpt · Ruurlo · Rijsselt · Schadewijk · Schaffelaar · Scherpenzeel · Schoonbroek · Schoonderbeek · Schoonenburg · Schuilenburg · Schuilkerke · Hof te Seelbeek · Sevenaer I · Sevenaer II · Sinderen (Oude IJsselstreek) · Sinderen (Voorst) · Slangenburg · Sleeburg · Slimsijp · De Snor · Soelen · Spaansweerd · Spaldorp · Spijk · Staverden · Sterkenburg · Swanepol · Tarthorst · Teisterbant (Kerk-Avezaath) · Teisterbant (Kerkdriel) · Ter Dicke · Tolhuis · Tolhuis (Tiel) · Tollenburg · Tongerlo · Toren van Wely · Tuil · Ubbergen · Uilenburg (Ewijk) · Uilenburg (Heteren) · Ulenpas · Ulft · Upladen · Valburg · Valkhofburcht · Valkhofpalts · Vanenburg · Varik · Hof te Varsseveld · 't Velde · Velhorst · Verwolde · Vierakker · De Voorst · Voorstonden · Vorden · Vosbergen · Vredenburg · Vredestein (Driel) · Vredestein (Ravenswaaij) · Vuren · Waardenburg · Waddestein · Wadenoijen · Waede · Wageningen · Walfort · 't Waliën · De Wardt · Watergoor · Watermeerwijk · Wayenstein (Huis te Herwijnen) · Well (Huis van Malsen) · Weijenrade · Westenburg · Westerholt · Weurt · De Wiersse · Wijenburg (Echteld) · De Wildenborch · De Wildt · Wilp · Wilperhorst · Winssen · Wisch · Wychen · Wolfswaard · Woolbeek · Yrst · IJzendoorn · Zeeland · Zilveren Spijker · Zuilichem · Zwaluwenburg · Zwanenburg (Heerde) · Zwanenburg (Megchelen)